# Oravská Jasenica
Oravská Jasenica je naseljeno mjesto u okrugu Námestovo u Žilinskom kraju u Slovačkoj.

## Stanovništvo
| Godina:     | 1993. | 2003.   | 2013.    | 2023.    |
| ----------- | ----- | ------- | -------- | -------- |
| Broj ljudi: | 1422  | 1532    | 1766     | 1973     |
| Razlika:    |       | +7,73 % | +15,27 % | +11,72 % |

| Godina:     | 2022. | 2023.   |
| ----------- | ----- | ------- |
| Broj ljudi: | 1961  | 1973    |
| Razlika:    |       | +0,61 % |

Prema podatcima o broju stanovnika iz 2023. godine naselje je imalo 1973 stanovnika.

## Vanjske poveznice
|  | Zajednički poslužitelj ima još gradiva o temi Oravská Jasenica |

- Službena stranica naselja (sl.)